# Marky Markowitz
Irvin 'Marky' Markowitz, ook bekend als Irwin Markowitz of Irving Markowitz (11 december 1923 - 18 november 1986), was een Amerikaanse jazz-trompettist en -bugelist. Hij speelde ook wel hoorn.

## Biografie
Markowitz, een zoon van Russisch-Joodse immigrantwn, leerde trompet spelen in de Police Boys' Club van zijn woonplaats. Hij speelde in de jaren veertig in een aantal bigbands, waaronder die van Charlie Spivak (1941–42), Jimmy Dorsey, Boyd Raeburn en Woody Herman (1946). Hij werkte kort in het orkest van Buddy Rich (1946-47) en keerde daarna terug naar Herman (Second Herd, 1947-48). In de jaren zestig, zeventig en tachtig werkte hij voornamelijk als een veelgevraagde studiomuzikant, in de jazz, maar ook de popmuziek. Zo speelde hij mee op opnames van Paul Simon, Aretha Franklin, Stevie Wonder, Young Rascals, Frank Sinatra, Tony Bennett, Dionne Warwick, Maynard Ferguson en George Segal. Tevens speelde hij trompet op honderden reclamejingles, televisiecommercials en filmsoundtracks. In januari 1985 speelde hij in een All Star-band onder leiding van Nelson Riddle op het inauguratiefeestje van Ronald Reagan.
In de jazz speelde hij in de periode 1941-1980 mee op zijn 200 opnamesessies. Hij is te horen op platen van onder meer van Louie Bellson, Al Cohn, Paul Desmond, Bill Evans, Grant Green, Urbie Green, Coleman Hawkins, Butch Miles, George Russell en Kai Winding. Hij heeft slechts één plaat onder eigen naam gemaakt, 'Mark's Vibes' (Famous Door, 1960).

## Discografie (selectie)
Met David Amram
- Subway Night   (RCA, 1973)

Met Burt Bacharach/Dionne Warwick
- Walk On By (1964)

Met Richard Barbary
- Soul Machine (A&M, 1968)

Met Gato Barbieri
- Caliente   (A&M, 1976)

Met Louie Bellson
- Breakthrough!   (Project 3, 1968)

Met Tony Bennett
- Fool of Fools (single, CBS, 1968)
- Play it Again, Sam (single, CBS, 1969)
- What The World Needs Now Is Love   (single, CBS, 1969)
- You Can't Love 'Em All   (Columbia, 1959)
- Ask Anyone In Love   (Columbia, 1959)
- Yesterday I Heard the Rain   (Columbia, 1968)
- I've Gotta Be Me   (Columbia, 1969)
- Summer of '42   (Columbia, 1972)

Met Sonny Berman
- Early Bebop Pioneer   (Gramercy, 1948)

Met Brasilia Nueva
- How Insensitive   (Decca, 1967)

Met Bob Brookmeyer
- Portrait of the Artist (Atlantic, 1960)

Met Solomon Burke
- The Best of Solomon Burke   (Atlantic, 1964)

Met Ralph Burns
- Where There's Burns, There's Fire   (Warwick, 1961)

Met Paul Butterfield
- Put It In Your Ear   (Bearsville, 1976)

Met Emmett Carls / Lennie Tristano
- The Lost Session   (Jazz Guild, opgenomen in 1945, uitgekomen in 1976)

Met Barbara Carroll
- From The Beginning   (United Artists, 1977)

Met Chris Connor
- Free Spirits   (Atlantic, 1962)

Met King Curtis
- Jazz Super Hits, Vol. 2 "Philly Dog"   (Atlantic, 1966)

Met Paul Desmond
- From the Hot Afternoon (A&M/CTI, 1969)

Met Neil Diamond
- In My Lifetime   (Rel. 1996, Columbia)

Met Bo Diddley
- Big Bad Bo  (Chess, 1974)

Met Duke Ellington
- Best Of the War Years  (uitgekomen in 1993)

Met Bill Evans
- Symbiosis   (MPS, 1974)
- The Ivory Hunters   (United Artists, 1959)

Met Maynard Ferguson
- Conquistador   (Columbia, 1977)

Met Astrud Gilberto
- That Girl From Ipanema   (Image, 1977)

Met Dizzy Gillespie
- One Night in Washington (Elektra/Musician, 1955 [1983])

Met Grant Green
- Afro Party   (Blue Note, 1971)

Met Bobby Hebb
- Sunny   (Philips, 1966)

Met Woody Herman
- Twelve Shades of Blue   (Columbia, 1947)
- "Woodchoppers"   (Mosaic, 1947)
- The Thundering Herds   (Columbia, 1947)
- Blowin' Up a Storm   (Columbia, 1947)
- The Fourth Herd   (Riverside/Jazzland, 1959)
- First Herd at Carnegie Hall   (Verve, 1946)

Met Tommy James and the Shondells
- I Think We're Alone Now   (1967)

Met Tamiko Jones
- I'll Be Anything for You  (A&M, 1968)

Met Ben E. King
- Seven Letters   (Atco, 1964)

Met Lee Konitz
- You and Lee (Verve, 1959)

Met Gene Krupa
- Gerry Mulligan Arrangements   (Verve, 1958)

Met Manhattan Transfer
- The Best of the Manhattan Transfer  (1981)
- Pastiche   (Atlantic, 1978)

Met Herbie Mann
- My Kinda Groove (Atlantic, 1964)
- Our Mann Flute   (Columbia, 1964)
- The Best of Herbie Mann   (Atlantic, 1966)

Met Jackie McLean
- Monuments   (RCA, 1979)

Met Carmen McRae
- Birds of a Feather (Decca, 1958)

Met Butch Miles
- Miles and Miles of Swing   (Famous Door, 1977)

Met Blue Mitchell
- Many Shades of Blue   (Mainstream, 1974)

Met Hugo Montenegro
- Cha Chas for Dancing   (1966)

Met James Moody
- Moody with Strings (Argo, 1961)

Met Claus Ogerman Orchestra
- Bill Evans Trio with Claus Ogerman Orchestra   (MPS, 1974)

Met Felix Pappalardi
- Don't Worry, Ma  (A&M, 1979)

Met Bill Potts
- Bye Bye Birdie   (Colpix, 1963)
- The Jazz Soul of Porgy and Bess   (United Artists, 1959)
- How Insensitive   (Decca, 1967)

Met Tito Puente
- Herman's Heat and Puente's Beat   (Palladium, 1958)

Met Buddy Rich
- Both Sides   (Mercury, 1976)
- The Rich Rebellion   (Mercury, 1960)
- The Driver   (EmArcy, 1960)

Met Lalo Schifrin
- New Fantasy (Verve, 1964)

Met George Segal
- The Yama Yama Man   (Philips, 1967)

Met Bobby Short
- No Strings   (Atlantic, 1962)

Met Paul Simon
- One Trick Pony   (Warner Bros, 1980)
- The Essential Paul Simon   (Sony, Rel. 2010)

Met Zoot Sims
- The Aztec Suite   (United Artists, 1959)

Met Jimmy Smith
- The Cat   (Verve, 1964)

Met Howard Tate
- Howard Tate   (Atlantic, 1971)

Met Joe Thomas
- Masada   (Groove Merchant, 1975)

Met Joe Timer en Charles Mingus
- Tiny's Blues   (Mythic, 1953)

Met Leslie Uggams
- My Own Morning   (Atlantic, 1967)

Met Loudon Wainwright III
- T Shirt   (Arista, 1976)

Met Grover Washington Jr.
- All the King's Horses   (Kudu, 1972)

Met Kai Winding
- The In Instrumentals (Verve, 1965)

## Soundtracks
- All That Jazz (1979)
- Badge 373 (1973)
- Bananas (1971)
- Being There   (1979)
- The Boys in the Band   (1970)
- The Cotton Club   (1984)
- The Fan   (1981)
- Foul Play   (1978)
- Four Jills in a Jeep   (1944)
- Frosty's Winter Wonderland   (1979)
- Good Morning, Vietnam   (1987)
- Hair   (1979)
- The Heartbreak Kid   (1972)
- Lenny   (1974)
- The Lords of Flatbush   (1974)
- Made for Each Other   (1971)
- National Lampoon's Movie Madness   (1983)
- Pennies From Heaven   (1981)
- Pin Up Girl   (1944)
- Prime Suspect /aka/ Cry of Innocence   (1982)
- Stagecoach   (1966)
- Take the Money and Run   (1969)

## Televisie
- ABC World News Tonight (theme)
- The Price Is Right (theme) (CBS)
- 20/20 (theme) (ABC)

- Bibliothèque nationale de France: cb139214795 (data)
- International Standard Name Identifier: 0000 0000 0115 3245
- Library of Congress Control Number: no97044057
- MusicBrainz: b2992a27-7435-4650-8a26-ed65b0520f03
- Virtual International Authority File: 6998088